# 赤泽长经
赤泽长经（あかざわ ながつね）是室町时代後期和戰國時代的武将。細川氏重臣。

## 经历
与養父・赤泽朝经一起侍奉細川政元。永正3年（1506年）8月与養父共同制压大和國。
翌永正4年（1507年）6月奉政元的命令与養父前往丹後国讨伐一色義有。在交战中将政元養子之一澄之派的重臣藥師寺長忠・香西元長・竹田孫七一起暗杀（永正錯乱），受到一色義有和石川直經等丹後國人眾的反击而导致朝经自杀，但是長经成功的逃亡了。之后又成为了政元另一位養子澄元的家臣。8月澄元进京的时候交战担任先锋立下了武功。同年9月奉澄元的命令侵攻大和，击破筒井順賢、十市遠治、越智家教等大和国人衆，占领了大和。
翌永正5年（1508年）、主君・澄元与細川高国争夺細川家的家督之际，6月大内義興擁立足利義稙上洛，赶走了11代将軍・足利義澄和澄元追放而成功复归了将军役职，高国成为了細川家当主并就任管領。長经所属的義澄派包括澄元、畠山義英、古市澄胤与義稙派的高国、畠山尚順在河内国交战，战败并逃走，最后在大和初瀨被捕，8月2日在河内被斩首。

## 出典
- 『寛政重修諸家譜 第194』